# 山根町 (郡山市)
山根町（やまねまち）は、福島県郡山市に所在する町丁である。郵便番号は963-8832。

## 地理
郡山市役所本庁所管地域である市街中心部に属する。北で愛宕町、北東角で栄町、東で図景、南で香久池、西で菜根とそれぞれ隣接する。中心市街地中部に位置し、住居表示が実施されている。福島県道17号郡山停車場線（旧国道4号）西側、静御前通り南側沿線の一角を範囲とする。住宅地が広がり、静御前通り等の幹線道路沿い等に店舗や事務所が点在する。北西側は福島県立郡山東高等学校の敷地が占める。堤下町に所在する郡山警察署古舘交番、および堂前町に所在する郡山消防署本署がそれぞれ管轄にあたる。

## 世帯数と人口
2024年1月1日現在の世帯数と人口は以下の通りである。
| 町丁   | 世帯数  | 人口  |
| ------ | ------- | ----- |
| 山根町 | 472世帯 | 974人 |

## 小・中学校の学区
市立小・中学校に通う場合、学区は以下の通りとなる。
| 番地           | 小学校               | 中学校                 |
| -------------- | -------------------- | ---------------------- |
| 下記を除く全域 | 郡山市立橘小学校     | 郡山市立郡山第三中学校 |
| 9・10番        | 郡山市立小原田小学校 | 郡山市立小原田中学校   |

## 交通

### 道路
- 福島県道17号郡山停車場線（旧国道4号）
- 一級市道31号大町大槻線（静御前通り）

## 施設等
- 福島県立郡山東高等学校
- 郡山香久池郵便局
- セリア 郡山図景店
- ベルヴィ 郡山館